# Rosoy (Yonne)
Rosoy – miejscowość i gmina we Francji, w regionie Burgundia-Franche-Comté, w departamencie Yonne.
Według danych na rok 2010 gminę zamieszkiwały 1042 osoby, a gęstość zaludnienia wynosiła 175 osób/km².